# Мякишев, Иван Спиридонович
Иван Спиридонович Мякишев (1924—2007) — полковник Советской Армии, участник Великой Отечественной войны, Герой Советского Союза (1945).

## Биография
Родился 5 февраля 1924 года в селе Свердловское (ныне — Артинский городской округ Свердловской области). После окончания семи классов школы и первого курса электромеханического техникума работал сначала в сельпо, затем на торфодобыче. В 1943 году Мякишев был призван на службу в Рабоче-крестьянскую Красную Армию. В 1944 году окончил курсы младших лейтенантов. С января того же года — на фронтах Великой Отечественной войны.
К апрелю 1945 года гвардии младший лейтенант Иван Мякишев командовал взводом 21-й гвардейской механизированной бригады 8-го гвардейского механизированного корпуса 1-й гвардейской танковой армии 1-го Белорусского фронта. Отличился во время штурма Берлина. 20 апреля 1945 года взвод Мякишева успешно переправился через реку Шпрее и захватил плацдарм, после чего удерживал его, отразив четыре немецкие контратаки. В тех боях Мякишев получил ранение, но продолжал сражаться.
Указом Президиума Верховного Совета СССР от 31 мая 1945 года за «образцовое выполнение заданий командования и проявленные мужество и героизм в боях с немецкими захватчиками» гвардии младший лейтенант Иван Мякишев был удостоен высокого звания Героя Советского Союза с вручением ордена Ленина и медали «Золотая Звезда» за номером 7075.
После окончания войны Мякишев продолжил службу в Советской Армии. В 1957 году он окончил Военно-политическую академию. В 1970 году в звании полковника Мякишев был уволен в запас. Проживал и работал в городе Пушкино Московской области. Активно занимался общественной деятельностью, руководил райсоветом ветеранов. 
Умер 26 мая 2007 года, похоронен на Ново-Деревенском кладбище в Пушкино.
Почётный гражданин Пушкино. Был также награждён орденом Отечественной войны 1-й степени и двумя орденами Красной Звезды, рядом медалей.